# En del utav mitt liv
En del utav mitt liv är ett studioalbum av den svenska sångerska Linda Bengtzing, under artistnamnet Linda, utgivet år 1986 då hon endast var 11 år gammal. Det spelades in i Studio Vanäs år 1985 av producenten Peo Pettersson, och gavs ut endast på kassett.

## Låtlista

### Sida 1
| Nr | Titel                              | Längd |
| -- | ---------------------------------- | ----- |
| 1. | I natt är jag din                  | 3:58  |
| 2. | Nu har det tänt                    | 3:12  |
| 3. | Linda                              | 2:30  |
| 4. | På egna ben (Can't Wait All Night) | 4:00  |
| 5. | Our First Romance                  | 3:00  |

### Sida 2
| Nr | Titel                               | Längd |
| -- | ----------------------------------- | ----- |
| 1. | Jag vill ha dig                     | 3:34  |
| 2. | Piccadilly Circus                   | 2:40  |
| 3. | Så många människor (Für alle)       | 2:45  |
| 4. | Någonting mer än vänskap (Friendly) | 3:00  |
| 5. | En del utav mitt liv                | 3:40  |